# 이다능
이다능(1993년 10월 31일 ~)은 대한민국의 여자 가수이다.

## 학력
- 금빛초등학교 (졸업)
- 성남여자중학교 (졸업)
- 성일여자고등학교 (졸업)
- 여주대학교 실용음악과 전문학사 (졸업)

## 앨범
- 앨범명 - 민들레 (19.05.08)
- 앨범명 - 다시 널 만나러 갈게 (20.06.24)
- 앨범명 - 너 없는 가을에 (20.09.18)
- 앨범명 - 넌 여기 없는데 (21.01.22)
- 앨범명 - 사랑하나 봐 (21.07.04)
- 앨범명 - 이젠 널 보내줄게 (21.10.12)
- 앨범명 - 수줍은 고백 (21.12.22)
- 앨범명 - 내 맘 다 줄게 (22.03.18)
- 앨범명 - 세상 그 누구보다 소중해 (22.08.31)